# Festival de la Cançó d'Eurovisió 1974
El XIX Festival de la Cançó d'Eurovisió va ser celebrat el 6 d'abril de 1974 a Brighton, Regne Unit, amb Katie Boyle com a presentadora. La cançó guanyadora va ser «Waterloo» del reeixit grup suec ABBA.
Luxemburg, guanyador de les edicions de 1972 i 1973, no podia fer front als costos d'una nova organització. Així, el Regne Unit, que havia quedat en tercer lloc, es va oferir a organitzar el festival d'aquell any, sense que la resta de països, inclòs Espanya que havia quedat segona classificada, s'oposessin.
Com a representant del Regne Unit es va presentar Olivia Newton-John, qui va aconseguir la quarta posició amb «Long Live Love». A pesar que ella desitjava interpretar una altra cançó al festival, aquest tema va ser triat pel vot postal de la població del país. Una altra de les cantants més populars de l'edició va ser Gigliola Cinquetti, qui va quedar segona amb «Sì» deu anys després de la seva victòria al festival.
França estava disposada a participar en el festival amb la cançó «La vie à vingt-cinq ans» de Dani, però va acabar per no presentar-se després de la defunció de Georges Pompidou, el president francès, durant la setmana dels assajos. Aquesta cançó era considerada una de les favorites per al triomf, fins i tot per sobre de la cançó d'ABBA. Li hagués correspost actuar en 14è lloc, entre Irlanda i Alemanya Occidental.
El 25 d'abril de 1974, la cançó «E Depois do Adeus» seria utilitzada com a himne pel cop d'estat pacífic dut a terme a Portugal contra el govern feixista.

## Resultats

Països participants.
Països que hi van participar al passat però no el 1974.

Suècia va començar primera i d'aquest lloc no es va moure. Va ser un festival bastant clar: ABBA era la gran favorita i, amb la retirada de França, l'altre candidat a la victòria, es va facilitar el camí a la victòria de Suècia.
| #  | País i TV               | Intèrpret(s)        | Cançó                                | Traducció                  | Idioma    | Posició | Punts |
| -- | ----------------------- | ------------------- | ------------------------------------ | -------------------------- | --------- | ------- | ----- |
| 1  | Finlàndia YLE           | Carita Holmström    | Keep me warm                         | Mantingues-me calent       | Anglès    | 13      | 4     |
| 2  | Regne Unit BBC          | Olivia Newton-John  | Long live love                       | Llarga vida a l'amor       | Anglès    | 4       | 14    |
| 3  | Espanya TVE             | Peret               | Canta y sé feliz                     | Canta i sigues feliç       | Castellà  | 9       | 10    |
| 4  | Noruega NRK             | Anne-Karine Strøm   | The first day of love                | El primer dia d'amor       | Anglès    | 15      | 3     |
| 5  | Grècia ERT              | Marinella           | Krasi, thalassa ke t'agori mu        | Vi, el mar i el meu nuvi   | Grec      | 11      | 7     |
| 6  | Israel IBA              | Kaveret             | Natati la chaiai                     | Li vaig donar la meva vida | Hebreu    | 7       | 11    |
| 7  | Iugoslàvia JRT          | Korni               | Moja generacija                      | La meva generació          | Serbi     | 12      | 6     |
| 8  | Suècia SR               | ABBA                | Waterloo                             | -                          | Anglès    | 1       | 24    |
| 9  | Luxemburg CLT           | Ireen Sheer         | Bye bye, I love you                  | Adéu, t'estimo             | Francès   | 5       | 14    |
| 10 | Mònaco TMC              | Romuald             | Celui qui reste et celui qui s'en va | Qui es queda i qui es va   | Francès   | 6       | 14    |
| 11 | Bèlgica RTB             | Jacques Hustin      | Fleur de liberté                     | Flor de llibertat          | Francès   | 9       | 10    |
| 12 | Països Baixos NOS       | Mouth &amp; MacNeal | I see a star                         | Veig una estrella          | Anglès    | 3       | 15    |
| 13 | Irlanda RTÉ             | Tina Reynolds       | Cross your heart                     | Promet                     | Anglès    | 8       | 11    |
| 14 | Alemanya Occidental ARD | Cindy & Bert        | Die Sommermelodie                    | La cançó de l'estiu        | Alemany   | 16      | 3     |
| 15 | Suïssa SSR SRG          | Piera Martell       | Mein Ruf nach dir                    | La meva trucada per a tu   | Alemany   | 17      | 3     |
| 16 | Portugal RTP            | Paulo de Carvalho   | E Depois do Adeus                    | I després de l'adéu        | Portuguès | 14      | 3     |
| 17 | Itàlia RAI              | Gigliola Cinquetti  | Sì                                   | Sí                         | Italià    | 2       | 18    |

## Votació

### Sistema de votació
Al principi es va pensar fer una extensió del sistema d'anys anteriors, fent que cada jurat tingués deu membres en lloc de dos i cadascun donés d'1 a 5 punts a totes les cançons excepte a la del seu propi país. L'anunci dels resultats es farien posteriorment per telèfon. Als assajos es va veure que l'excessiu temps consumit en les votacions feia el sistema inviable, per la qual cosa, a última hora, es va decidir recuperar el sistema de 1970, pel qual cada país tenia un jurat compost de deu membres, cadascun dels quals atorgava 1 punt a la seva cançó favorita. Això va motivar la protesta de diverses delegacions, entre elles la d'Espanya.

### Taula de vots
|                                     |               | Finlàndia | Regne Unit | Espanya franquista | Noruega | Bandera històrica | Israel | Iugoslàvia | Suècia | Luxemburg | Mònaco | Bèlgica | Països Baixos | Irlanda | Alemanya Occidental | Suïssa | Portugal | Itàlia | Total |
| Participants                        | Finlàndia     |           | 1          | 0                  | 0       | 0                 | 2      | 0          | 0      | 0         | 0      | 0       | 0             | 1       | 0                   | 0      | 0        | 0      | 4     |
| Participants                        | Regne Unit    | 1         |            | 0                  | 0       | 1                 | 0      | 4          | 0      | 0         | 0      | 1       | 0             | 1       | 2                   | 1      | 0        | 3      | 14    |
| Participants                        | Espanya       | 0         | 0          |                    | 2       | 0                 | 0      | 0          | 0      | 1         | 3      | 0       | 1             | 0       | 1                   | 0      | 2        | 0      | 10    |
| Participants                        | Noruega       | 0         | 0          | 0                  |         | 0                 | 0      | 0          | 1      | 0         | 1      | 1       | 0             | 0       | 0                   | 0      | 0        | 0      | 3     |
| Participants                        | Grècia        | 0         | 0          | 0                  | 0       |                   | 0      | 0          | 2      | 0         | 0      | 0       | 4             | 0       | 0                   | 0      | 1        | 0      | 7     |
| Participants                        | Israel        | 0         | 2          | 0                  | 0       | 0                 |        | 0          | 1      | 0         | 0      | 0       | 2             | 1       | 0                   | 0      | 2        | 3      | 11    |
| Participants                        | Iugoslàvia    | 1         | 0          | 1                  | 0       | 0                 | 0      |            | 0      | 0         | 0      | 1       | 0             | 0       | 0                   | 0      | 1        | 2      | 6     |
| Participants                        | Suècia        | 5         | 0          | 1                  | 2       | 0                 | 2      | 1          |        | 1         | 0      | 0       | 3             | 1       | 2                   | 5      | 1        | 0      | 24    |
| Participants                        | Luxemburg     | 0         | 0          | 1                  | 0       | 1                 | 2      | 2          | 0      |           | 1      | 1       | 0             | 3       | 1                   | 0      | 0        | 2      | 14    |
| Participants                        | Mònaco        | 0         | 0          | 2                  | 1       | 0                 | 1      | 0          | 1      | 2         |        | 2       | 0             | 1       | 2                   | 1      | 1        | 0      | 14    |
| Participants                        | Bèlgica       | 0         | 0          | 0                  | 2       | 5                 | 0      | 0          | 0      | 3         | 0      |         | 0             | 0       | 0                   | 0      | 0        | 0      | 10    |
| Participants                        | Països Baixos | 1         | 0          | 0                  | 1       | 2                 | 1      | 3          | 3      | 0         | 0      | 1       |               | 1       | 1                   | 0      | 1        | 0      | 15    |
| Participants                        | Irlanda       | 0         | 1          | 2                  | 2       | 0                 | 1      | 0          | 2      | 2         | 1      | 0       | 0             |         | 0                   | 0      | 0        | 0      | 11    |
| Participants                        | Alemanya      | 0         | 0          | 0                  | 0       | 1                 | 0      | 0          | 0      | 0         | 0      | 1       | 0             | 0       |                     | 1      | 0        | 0      | 3     |
| Participants                        | Suïssa        | 0         | 1          | 0                  | 0       | 0                 | 0      | 0          | 0      | 0         | 0      | 1       | 0             | 0       | 1                   |        | 0        | 0      | 3     |
| Participants                        | Portugal      | 0         | 0          | 1                  | 0       | 0                 | 0      | 0          | 0      | 0         | 0      | 0       | 0             | 0       | 0                   | 2      |          | 0      | 3     |
| Participants                        | Itàlia        | 2         | 5          | 2                  | 0       | 0                 | 1      | 0          | 0      | 1         | 4      | 1       | 0             | 1       | 0                   | 0      | 1        |        | 18    |
| LA TAULA ESTÀ ORDENADA PER APARICIÓ |               |           |            |                    |         |                   |        |            |        |           |        |         |               |         |                     |        |          |        |       |

## Polèmiques

### Autocensura italiana
Itàlia va refusar retransmetre el Festival de la Cançó d'Eurovisió 1974 a través de la RAI a causa d'una cançó interpretada per Gigliola Cinquetti que va coincidir amb la campanya política per al referèndum italià de 1974 sobre la derogació de la llei del divorci, que tindria lloc un mes més tard, el 12 i 13 de maig. A pesar que Eurovisió ocorreria més d'un mes abans del dia de la votació que Cinquetti va aconseguir el segon lloc, els censors italians es van negar a permetre que el festival i la cançó fossin vistes o escoltades. Els censors de la RAI sentien que la cançó titulada "Sì", que contenia la repetició constant de la paraula, podria ser acusada de ser un missatge subliminal i una forma de propaganda per influenciar el vot del públic italià cap al «sí» en el referèndum. La cançó va romandre censurada en la major part de la televisió i la ràdio italiana per més d'un mes. Finalment, els partidaris del «no» es van alçar amb la victòria amb el 59,30% dels vots, de manera que el divorci va seguir sent legal a Itàlia.